# Liste der Stolpersteine in Hamburg-Sinstorf
Die Liste der Stolpersteine in Hamburg-Sinstorf enthält alle Stolpersteine, die im Rahmen des gleichnamigen Kunst-Projekts von Gunter Demnig in Hamburg-Sinstorf verlegt wurden. Mit ihnen soll Opfern des Nationalsozialismus gedacht werden, die in Hamburg-Sinstorf lebten und wirkten.
Diese Seite ist Teil der Liste der Stolpersteine in Hamburg, da diese mit insgesamt 7139 (Stand: März 2025) Steinen zu groß würde und deshalb je Stadtteil, in dem Steine verlegt wurden, eine eigene Seite angelegt wurde.
| Adresse                | Person(en)        | Inschrift | Bilder | Anmerkung                            |
| ---------------------- | ----------------- | --- | ------ | ------------------------------------ |
| Winsener Straße 184d · | Fritz Dringelburg | Hier arbeitete Fritz Dringelburg Jg. 1904 verhaftet 1934 Polizeigefängnis Berlin Straflager Lingen 1935 Strafbataillon 999 ??? |        | Eintrag auf stolpersteine-hamburg.de |